# Henri Chamaulte
Henri Paul Marie Chamaulte, né le 6 novembre 1897 à Évreux (Eure) et mort le 31 décembre 1957 à Dizangué, est un planteur d'hévéas et directeur d'exploitations français, actif dans les colonies, d'abord en Asie, puis en Afrique centrale, principalement au Cameroun. Ancien combattant de la Première Guerre mondiale, il est élu au Conseil de la République, dans la première section du Cameroun, en 1955.

## Biographie

### Enfance, éducation et débuts
Fils d'officier, Henri Chamaulte s'engage, durant la Première Guerre mondiale, au 6e régiment de dragons, et participe aux combats, tant à Amiens qu'au Chemin des Dames.
Il a bâti une réputation de force, de vigueur, d'autorité, de dynamisme et de vive intelligence. Il est chasseur, collecteur de poissons et de coléoptères.

### Carrière

#### Combattant
Il part, en 1919, en Malaisie britannique, pour y travailler dans une compagnie d'exploitation d'hévéas. Ses qualités d'organisateur y sont appréciées.
Après l'Indochine, il prend, en 1924, la direction d'une exploitation d'hévéas à Dizangué.
Hostile à l'armistice de 1940, il rallie la France libre, et accueille  le capitaine Leclerc au Cameroun. Il soutient l'effort de guerre allié en poursuivant son œuvre de planteur. La création en Oubangui d'une vaste plantation portera plus tard son nom.

#### Administrateur de sociétés
Il est inspecteur général et administrateur de la SAFA en 1925. Directeur de plantation qu'il développera, il sera président du syndicat des Planteurs de caoutchouc, vice-président de l'Union des syndicats patronaux et artisanaux du Cameroun, et administrateur de la société d'énergie électrique du Cameroun.

##### Contexte colonial
Au Cameroun occidental, réuni avec le reste du Cameroun en 1961, les anciennes plantations allemandes ont été nationalisées en 1946, formant la Cameroon Development Corporation. Les hévéas étaient en assez mauvais état, à cause de leur surexploitation pendant la guerre, mais la CDC a pris la décision d’aller de l’avant avec cette denrée. La surface plantée en hévéas a plus que doublé entre 1955 et 1975. Pour la Socfin, groupe privé, la période a été plus houleuse au Cameroun, quoique sans conséquences dramatiques à long terme. 
L’importance du caoutchouc de Dizangué était rehaussée par la guerre d’Indochine aux yeux de la France, et en 1954 la SAFA produisait 3 100 tonnes. Mais les nationalistes camerounais, très militants dans la région, voyaient la Société agricole et forestière agricole (SAFA), la plus grande entreprise agricole du Cameroun sous mandat français, comme une enclave colonialiste et capitaliste. 
Malgré l’abolition du travail forcé après la guerre, les rapports sociaux sur la plantation sont très tendus au début des années 1950, et les grèves sont constantes. 
Une fois l’insurrection de l’UPC matée, la Socfin a pu consolider ses affaires sous un gouvernement de Ahmadou Ahidjo stable et conservateur après 1960. 
En 1975, quelque 20 000 hectares étaient plantés en hévéas à Dizangué. D'une superficie de 95 ha en 1914, elle passe à 2 042 ha en 1929 après l’arrivée d'Henri Chamaulte en 1922, elle couvre aujourd'hui 15 528 ha. 
La situation difficile au Cameroun a encouragé la Socfin à étendre ses activités à l’Oubangui-Chari, actuelle RCA. 
En 1946, la SAFA a acquis une concession de 3 000 hectares dans la forêt de la Lobaye, près de Mbaïki. Elle a appelé sa nouvelle plantation Henri Chamaulte, en l'honneur du dirigeant de Dizangué.

##### Réputation
Il la transforme en une exploitation coloniale modèle;  en porte la superficie à près de 7 000 hectares et en fait un État dans l'État caractérisé par un système concentrationnaire.
- Selon Léopold Moumé Etia, le nom Henri Chamaulte fait frémir ceux qui firent un séjour au bagne de Dizangué en aval d'Edéa sur la Sanaga[15]. La plantation d'hévéas de Dizangué avait été créée par les Allemands. C'était encore une petite affaire quand Henri Chamaulte en prit la direction en 1925. Léopold Moumé Etia rapporte aussi dans son ouvrage Cameroun : Les années ardentes que, pour offrir un spectacle à des amis, il fit jeter des travailleurs aux crocodiles. Que, pour faire un exemple, il fit enfermer un ouvrier fautif dans un sac avec un chat et qu'il abandonna le colis au bord du fleuve[15]. Il affirme aussi avoir vu les longues files d'hommes enchaînés conduits de  Bafia à la plantation de Dizangué, organisant une traite d'êtres humains avec l'aide de l'administrateur antillais Tine, chef de la région du Mbam[16], et malgré les objections de l'adjoint de Tine, l'antillais Lelong[15].

- Kamerun ! écrit au sujet de Chamaulte : Dans son livre autobiographique, le syndicaliste Gaston Donnat expose les conditions dans lesquelles sont recrutés, en 1944, les ouvriers employés par la SAFA de Dizangué : « [L'administrateur colonial de la zone de recrutement] convoquait un certain nombre de chefs de village et les chargeait de désigner, chacun, un contingent d'hommes valides. Il n'est pas besoin de préciser les critères servant au choix, il suffit de savoir que les chefs pouvaient par préférence choisir n'importe qui. Au jour dit, les malheureux étaient rassemblés. On les reliait les uns aux autres par une corde attachée au cou et, encadrés par des miliciens armés, la file lamentable gagnait [...] le lieu de leur déportation. »
- Non content de disposer d'une main-d'œuvre gratuite recrutée par les soins de l'administration ou raflée par les siens à la sortie de la messe, Henri Chamaulte, le responsable de la plantation, avait trouvé une solution pratique pour améliorer la productivité. « Quand les gars ne portaient pas suffisamment de latex, nous a expliqué l'administrateur André Bovar, Chamaulte prenait les femmes, les enfermait dans un enclos et ne les libérait que quand les gars avaient porté le latex. » En réalité, les plantations de Dizangué étaient en elles-mêmes une immense prison faite de baraquements, ceinturée par une solide clôture et patrouillé en permanence par des gardes armés. Lesquels n'hésitaient pas à enfermer les forçats dans une geôle privée et à bastonner jusqu'au sang les travailleurs les plus récalcitrants. Ni les conditions de vie ni la mort, fréquente dans cet enfer, ne semblent pourtant déranger les hommes de Dieu de la région, « les prêtres et les pasteurs se contentant de dire la messe à 4 heures du matin pour se rendre à l'apéritif chez l'omnipotent Chamaulte à 10 heures»[17].
- Mintoogue Joseph Yves décrit dans sa thèse de Master : Henri Chamaulte, le directeur de la SAFA, semble bien avoir longtemps régné en véritable tyran omnipotent : « il traitait ses nègres à coups de trique et de bottes […]. Régnant comme un patriarche bourru sur un domaine immense, interpellant fonctionnaires et Haut-Commissaire à coups de gueule, il avait jadis été le roi du Cameroun». Jusqu’en 1946, les ouvriers de la SAFA n’avaient droit à aucun jour de repos et travaillaient tous les 365 jours de l’année. C’est à la suite de « grèves historiques » organisées par les travailleurs, en août 1946, qu’ils avaient obtenu de pouvoir se reposer le dimanche[18]. Georges Chaffard, dans Les carnets secrets de la décolonisation, T.II, Paris, Calman-Lévy, 1967, p. 305-306 affirme avoir des témoignages recueillis dans la contrée font état de ce qu’Henri Chamaulte aurait longtemps appliqué des châtiments et des mutilations corporelles – parfois de sa propre main – aux ouvriers, allant quelques fois jusqu’à l’homicide (entretien avec Jacques Bikindeg, ancien ouvrier de la SAFA et ancien maquisard, Ngambe, le 29 novembre 2007)[18].

#### Politique
En 1947, il est élu conseiller de l'Assemblée territoriale du Cameroun ; réélu en 1952, il abandonne son mandat en 1956. 
Il fut président de commission à l'assemblée territoriale et à la fin de sa vie de 1955 à 1957 sénateur du Cameroun au Parlement français. Il sera remplacé au poste de sénateur du Cameroun en février 1958 par Pierre Ngayewang.
Membre du groupe des Républicains indépendants, il siège à la Commission du suffrage universel, et à celle de la France d'outre-mer. Dès son élection, il est chargé par cette dernière Commission du rapport sur une convention phytosanitaire pour l'Afrique au sud du Sahara. 
Il intervient l'année suivante dans la discussion du projet de loi-cadre relatif aux territoires d'outre-mer, mais sa carrière parlementaire est interrompue par la maladie. Il rentre au Cameroun au printemps de 1957.

### Publications
Il est auteur de l'article « L'Hévéaculture au Cameroun », publié en 1942.

### Décorations
Il est décoré de la Croix de guerre.
À la Libération, il est médaillé de la Résistance, et de la croix d'officier de la Légion d'honneur.

### Mort
Il meurt le 31 décembre 1957 au Cameroun et est enterré à Dizangué.